# No Gogó do Paulinho
No Gogó do Paulinho é um filme de comédia brasileiro de 2020, dirigido por Roberto Santucci. É estrelado por Maurício Manfrini no papel de Paulinho Gogó, seu personagem de maior sucesso no humorístico A Praça É Nossa, e Cacau Protásio como sua amada Nêga Juju. O filme parodia a história do clássico Forrest Gump, de 1994. O filme foi lançado como conteúdo exclusivo na Amazon Prime Video em dezembro de 2020.

## Sinopse
Paulinho Gogó (Maurício Manfrini) é um contador de histórias que conta suas histórias de vida pelo Brasil ao passo que espera sua amada Nega Juju (Cacau Protásio). Sentado em um banco de praça, ele passa a relembrar sua infância pobre, os bicos que fez na vida, seu tempo no Exército, as confusões em que conheceu seus amigos Chico Virilha, Biricotico, Helinho Gastrite e Celso Bigorna e suas idas e vindas no relacionamento com Juju.

## Elenco
- Maurício Manfrini como Paulinho Gogó / Pai do Paulinho
  - Gabriel Moreira como Paulinho (criança)
- Cacau Protásio como Nêga Juju
  - Alice Donath como Juju (criança)
- Maurício de Barros como Helinho Gastrite
- Alan Rocha como Honório
- Estevam Nabote como Celso Bigorna
- Giovani Braz como Biricotico
- Serjão Loroza como Chico Virilha
- Saulo Laranjeira como Totonho
- Ataíde Arcoverde como Luiz Perna Torta
- Henrique Manoel Pinho como Sargento Trincha
- Marlei Cevada como Martinha
- Bemvindo Sequeira como Mendigo
- José Santa Cruz como Adamastor
- Sylvia Massari como Freira
- Buiú como Pipoqueiro
- Gigante Léo como segurança da boate
- Iran Meu Nêgo como Cabo Longuinho
- Sandro Barros como Piolho
- Castorine como adolescente
- Léo Lins como Capitão Jair
- Messias Ferreira do Carmo como Zeca Pagodinho
- Tiago Neymar como Neymar
- Anderson Antunes como Ronaldo Fenômeno
- Carlos Alberto de Nóbrega como ele mesmo
- Anderson Leonardo como ele mesmo
- Castrinho como Pai de Totonho (cena cortada)
- Mila Ribeiro como Dilma Rousseff (cena cortada)

## Produção
Esse é segundo filme do ator Maurício Manfrini, o primeiro foi Os Farofeiros, sendo ambos os filmes escritos por Paulo Cursino e Odete Damico (No Gogó do Paulinho contou ainda com a participação de Sergio Martorelli no roteiro). Essa também é a segunda produção em que Maurício e Cacau Protásio interpretam um casal, repetindo a parceria de Os Farofeiros. Manfrini afirmou que, ao idealizar a personagem Nega Juju para o cinema, já pensava em chamar Protásio para interpretá-la mesmo antes de a conhecer pessoalmente em 2018.

## Lançamento
O filme, rodado em 2019, teve sua estreia adiada. Inicialmente a produção seria lançada nos cinemas em 09 de março de 2020, mas devido ao início da pandemia de COVID-19, teve seu lançamento adiado. Em 19 de dezembro de 2020 foi lançado na plataforma digital Amazon Prime Video como conteúdo exclusivo.

## Ligações Externas
- No Gogó do Paulinho. no IMDb.